# Santa Marianita
Santa Marianita, auch als Pacoche bekannt, ist eine Ortschaft und eine Parroquia rural („ländliches Kirchspiel“) im Kanton Manta der ecuadorianischen Provinz Manabí. Die Parroquia besitzt eine Fläche von 38,31 km². Die Einwohnerzahl lag im Jahr 2010 bei 2708. Die Parroquia wurde am 18. November 1996 gegründet.

## Lage
Die Parroquia Santa Marianita liegt an der Pazifikküste 15 km westsüdwestlich der Stadt Manta. San Mateo, ein westlicher Vorort und eine Parroquia urbana von Manta, befindet sich 5 km nordöstlich von Santa Marianita. Die Parroquia besitzt einen knapp 7 km langen Küstenabschnitt und reicht etwa 5 km ins Landesinnere. Die Hügel im Verwaltungsgebiet erreichen Höhen von mehr als 300 m. Die Fernstraße E15 von Manta nach San Lorenzo führt östlich an der Parroquia vorbei. Eine Nebenstraße durchquert die Parroquia.
Die Parroquia Santa Marianita grenzt im äußersten Nordosten an Manta sowie im Osten und im Süden an die Parroquia San Lorenzo.